# Apollo 16
Apollo 16 war die vorletzte Mission innerhalb des amerikanischen Apollo-Programms. Es war die fünfte bemannte Landung auf dem Erdmond und die zweite erweiterte Mission mit verlängertem Mondaufenthalt und dem Einsatz des Mondautos Lunar Roving Vehicle.
Der Landeplatz von Apollo 16 lag im lunaren Hochland, einer bis dahin unerforschten Mondregion. Die Mondlandung und das vorrangige Ziel der erweiterten wissenschaftlichen Erforschung wurde erfolgreich abgeschlossen. So konnte bewiesen werden, dass die Hochländer, die aus der Frühzeit der Mondentstehung stammen, hauptsächlich durch Meteoriteneinschläge geformt wurden. Dadurch konnte die damals vorherrschende Theorie, dass diese vor allem durch Vulkanismus entstanden sind, widerlegt werden.

## Besatzung
Am 3. März 1971, kurz nach dem Flug von Apollo 14, gab die NASA die Besatzung für die Mission Apollo 16 bekannt. Als Kommandant wurde der Weltraumveteran John Young ausgewählt, der bereits zwei Geminiflüge (Gemini 3 und 10) und einen Mondflug mit Apollo 10 vorzuweisen hatte. Pilot der Kommandokapsel war Ken Mattingly, der bereits für Apollo 13 nominiert gewesen war, damals aber kurz vor dem Start aus medizinischen Gründen (mangelnde Immunität gegen Röteln) gegen Jack Swigert ausgetauscht worden war. Als Pilot der Mondlandefähre wurde Charles Duke nominiert.
Im Herbst 1970 war das Apolloprogramm nochmals gekürzt worden. Der letzte Mondflug sollte nun mit Apollo 17 stattfinden. Aus diesem Grund nominierte die NASA für die Ersatzmannschaft nicht mehr junge Astronauten, die drei Flüge später zur Hauptmannschaft aufsteigen sollten, sondern teilte bereits erfahrene Raumfahrer ein. Für Apollo 16 bestand die Ersatzmannschaft aus dem Kommandanten Fred Haise, dem Piloten der Kommandokapsel Stuart Roosa und dem Mondfährenpiloten Edgar Mitchell. Alle drei hatten bereits einen Apolloflug hinter sich. Wäre Charles Duke ausgefallen, hätte Edgar Mitchell somit die Möglichkeit gehabt, der erste Astronaut zu werden, der zweimal auf dem Mond landete. Die ursprünglich vorgesehenen Ersatzastronauten Gerald Carr und William Pogue wurden der Mannschaft von Skylab 4 zugeteilt.
Die Unterstützungsmannschaft (Support-Crew) bestand aus Henry Hartsfield, Anthony England und Donald Peterson. England war Wissenschaftsastronaut aus der sechsten Auswahlgruppe, Hartsfield und Peterson gehörten zu den sieben Astronauten, die im August 1969 von der US Air Force zur NASA gekommen waren, nachdem die Air Force die Pläne für ein eigenes bemanntes Raumfahrtprogramm (MOL) beendet hatte.

## Vorbereitung
Die einzelnen Stufen der Saturn-V-Rakete AS-511 wurden zwischen Juli und September 1970 im Kennedy Space Center angeliefert. Das Apollo-Raumschiff CSM-113 wurde von Mattingly nach der Comic-Figur Casper benannt. Die Mondlandefähre LM-11 erhielt den Namen Orion, benannt nach dem Sternbild Orion.
Die Vorbereitungen legten erneut viel Wert auf geologisches Training, unter anderem wurde das kanadische Sudbury-Becken und auch der in Deutschland liegende Einschlagkrater im Nördlinger Ries studiert.
Am 13. Dezember 1971 wurde die Rakete zur Startrampe 39-A gebracht, musste aber vom 27. Januar 1972 bis zum 9. Februar nochmals im Montagegebäude untersucht werden, um Lecks zu inspizieren und reparieren zu können.
Als Verbindungssprecher (Capcom) während des Fluges dienten die Ersatzleute Haise, Roosa und Mitchell, die Unterstützungsmannschaft Hartsfield, England und Peterson, der Apollo-15-Astronaut James Irwin sowie Robert Overmyer und Gordon Fullerton, die ebenfalls ihre Astronautenausbildung bei der US-Luftwaffe bekommen hatten und zur NASA gewechselt waren, nachdem die Air Force die Pläne eines eigenen bemannten Raumfahrtprogramms aufgegeben hatte.
Die Auswahl des Landeplatzes im südlichen Hochplateau sollte neue Erkenntnisse über die Geologie des Mondes bringen, da bei den vorherigen Missionen hauptsächlich die Tiefebenen der Mondmeere untersucht wurden.

## Flugverlauf

### Start und Hinflug
Der Start erfolgte am 16. April 1972, 17:54 Uhr UTC vom Kennedy Space Center in Florida. Drei Tage nach dem Start geriet das Navigationssystem in einen kritischen Zustand (gimbal lock). Zur Positionsbestimmung musste das System daher mit Hilfe des Space Sextants neu ausgerichtet werden. Zudem fiel, kurz nachdem die Mondlandefähre „Orion“ sich von dem Kommandomodul Casper in der Mondumlaufbahn getrennt hatte, das Lagekontrollsystem des Haupttriebwerks des Kommandomoduls teilweise aus. Die Bodenkontrolle stellte nach Simulationen fest, dass die redundanten Systeme noch arbeiteten, so dass die Mission wie geplant fortgesetzt werden konnte. Bis zur Freigabe durch die Bodenkontrolle waren beide Raumschiffe mit nur geringer Distanz voneinander im Mondorbit verblieben, um für den Fall eines Missionsabbruchs sofort wieder docken und zurückfliegen zu können. Die Landung erfolgte nur 270 m nördlich und 60 m westlich der geplanten Landestelle.

### Auf dem Mond
Ziel war die Descartes- und Cayley-Formation, ein Hochplateau in der Nähe des Descartes-Kraters, welches Young und Duke mit knapp sechs Stunden Verspätung erreichten. Dies war der südlichste Landeplatz des Programmes. Der Ausstieg aus der Fähre und die ersten Schritte der Astronauten auf der Mondoberfläche konnten erstmals nicht im Fernsehen übertragen werden, da der Sender der Mondlandefähre ausgefallen war. Erst als die Anlage des Mondautos montiert war, konnte das Geschehen wieder verfolgt werden. Das wissenschaftliche Programm der Mannschaft auf dem Mond umfasste im nuklear betriebenen ALSEP (Apollo Lunar Surface Experiments Package):

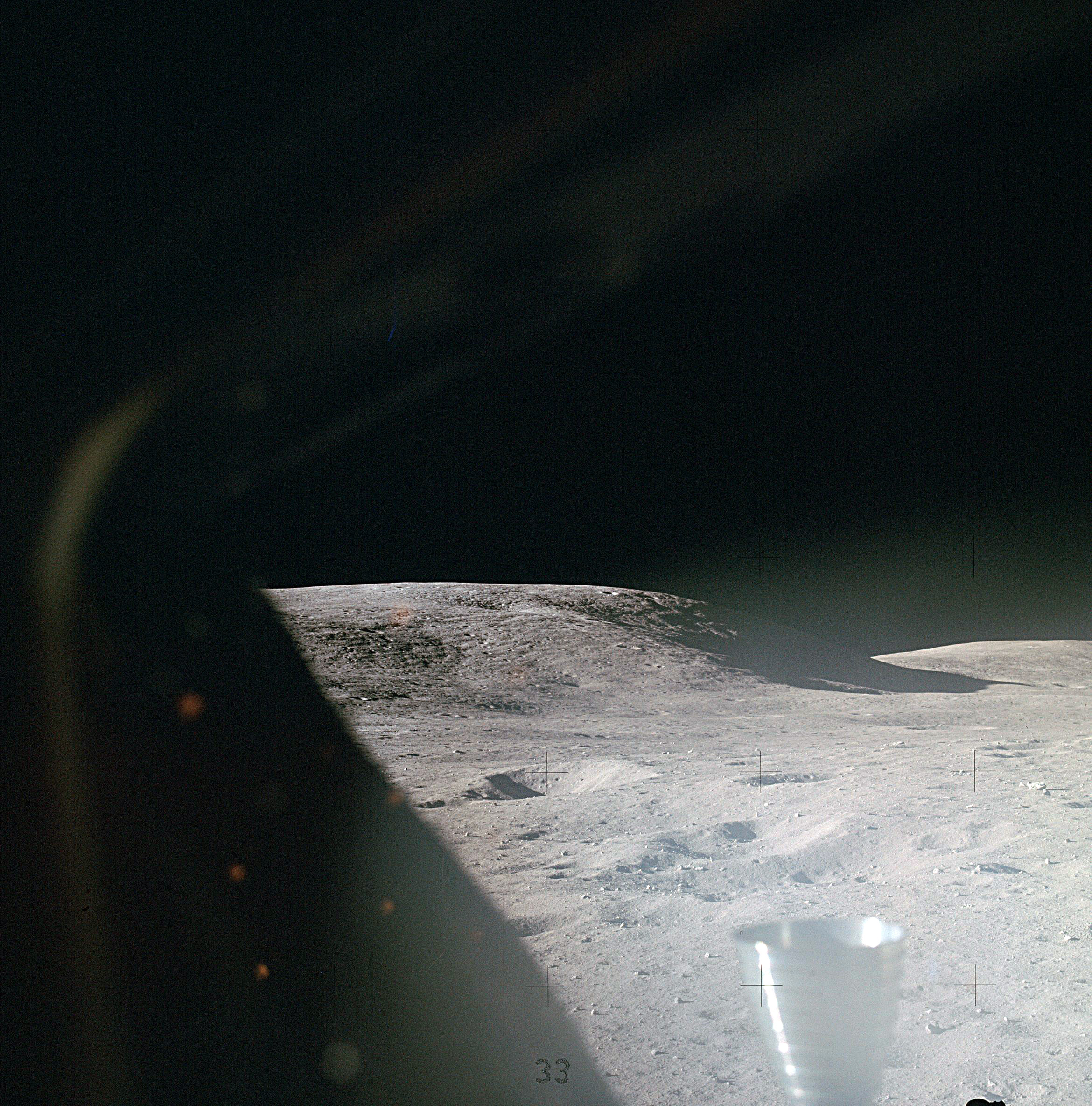
Blick durch ein Fenster der Mondlandefähre kurz nach der Landung

- ein passives und aktives seismisches Experiment
- ein festes, wie auch ein tragbares Magnetometer
- ein Wärmefluss-Experiment
- ein Strahlungsdetektor für kosmische Strahlung
- vier Sonnenwind-Kollektoren
- und einen Transponder zur Schwerefeldmessung.

Es wurden erstmals auch astronomische Aufnahmen mittels einer UV-Kamera durchgeführt (Spektrograf). Der Film wurde auf der Erde ausgewertet.
Drei größere Außenbordeinsätze (EVA) wurden durchgeführt, bei denen das Mondauto wertvolle Dienste leistete. Der Rover legte bei seinem zweiten Einsatz eine Strecke von 26,7 km in insgesamt 3,5 Stunden zurück.
- Die erste EVA war geprägt durch die Installation der wissenschaftlichen ALSEP-Experimente in der näheren Umgebung der Landestelle. Es wurde zudem noch eine Ausfahrt mit dem Rover durchgeführt, um Proben (u. a. Big Muley) aus Kratern der Cayley-Formation (Plum, Flag und Spook) zu sammeln.[8] Die EVA dauerte 7 h 6 min und führte über eine Strecke von 4,2 km.
- Die zweite EVA führte zu einer südlich gelegenen Kratergruppe (Cinco und Wreck) an einer Bergflanke (Stone Mountain).[9] Bei diesem Ausflug wurde ein Bohrer eingesetzt, der Kernproben aus drei Metern Tiefe lieferte. Die Tour hatte einen Umfang von 11 km und dauerte 7 h 23 min.
- Die dritte EVA dauerte 5 h 40 min und hatte den bisher größten besuchten Mondkrater (North-Ray) zum Ziel.[10] Hierbei legte die Crew 11,4 km zurück. Ursprünglich hätte diese EVA ebenfalls etwa 7 h dauern sollen, musste aber wegen der Verspätung verkürzt werden; zwischenzeitlich war sogar der Verzicht erwogen worden.

Die Astronauten fanden statt der erwarteten vulkanischen Formationen hauptsächlich durch Einschläge gestaltete Brocken vor, darunter die mit 11 kg größte Probe des Programmes (Big Muley). Als Folge dieser Funde revidierten die Mondgeologen die Theorie, Vulkane hätten die frühe Gestalt des Mondes geformt.
Erneut versuchte man, den Start vom Mond mit der Fernsehkamera des Rovers zu übertragen, was besser gelang als bei Apollo 15.

### Rückflug
Nachdem Young und Duke in die Kommandokapsel Casper umgestiegen waren, sollte die Mondfähre wie üblich kontrolliert auf den Mond stürzen. Nach dem Abkoppeln begann die Fähre jedoch zu taumeln. Das geplante Zünden der Triebwerke wurde nicht durchgeführt, so dass die Aufstiegsstufe noch etwa ein Jahr in der Mondumlaufbahn blieb, bis sie an einem unbekannten Ort abstürzte.
Vor dem Verlassen des Orbits wurde noch ein kleiner Satellit aus der SIM Bay des Apollo-Raumschiffs ausgesetzt. Dabei handelte es sich um das gleiche Modell, das auch schon Apollo 15 in eine Mondumlaufbahn gebracht hatte. Der Satellit untersuchte die Erscheinungen der Erdmagnetosphäre sowie den Sonnenwind in Mondnähe und dessen Einfluss auf das Magnetfeld, bis er auf dem Mond zerschellte.
Der Rückflug selbst ging ohne Probleme vonstatten. Ken Mattingly führte während des Rückfluges noch einen Außenbordeinsatz aus, um Filmmaterial aus dem Geräteteil zu bergen. Insgesamt befand er sich 1 h 24 min außerhalb der Kapsel. Dabei wurde ein biologisches Experiment durchgeführt, bei dem die Reaktion von verschiedenen Mikroorganismen auf Weltraumbedingungen untersucht wurde.
Beim Wiedereintritt waren die Astronauten einer Beschleunigung von 7,19 g ausgesetzt, der höchste Wert, der für eine Apollo-Mission gemessen wurde. Am 27. April 1972 um 19:45 Uhr wasserte Apollo 16 im Pazifik und wurde vom Flugzeugträger Ticonderoga geborgen. Die Mannschaft brachte bei dieser Mission 95,8 kg Mondgestein mit auf die Erde. Eine Probe dieses Gesteins kann im Nördlinger Rieskrater-Museum besichtigt werden.

## Verbleib des Raumfahrzeugs
Die Kommandokapsel Casper befindet sich heute im U.S. Space & Rocket Center in Huntsville, Alabama.